# Zuckerklatsche

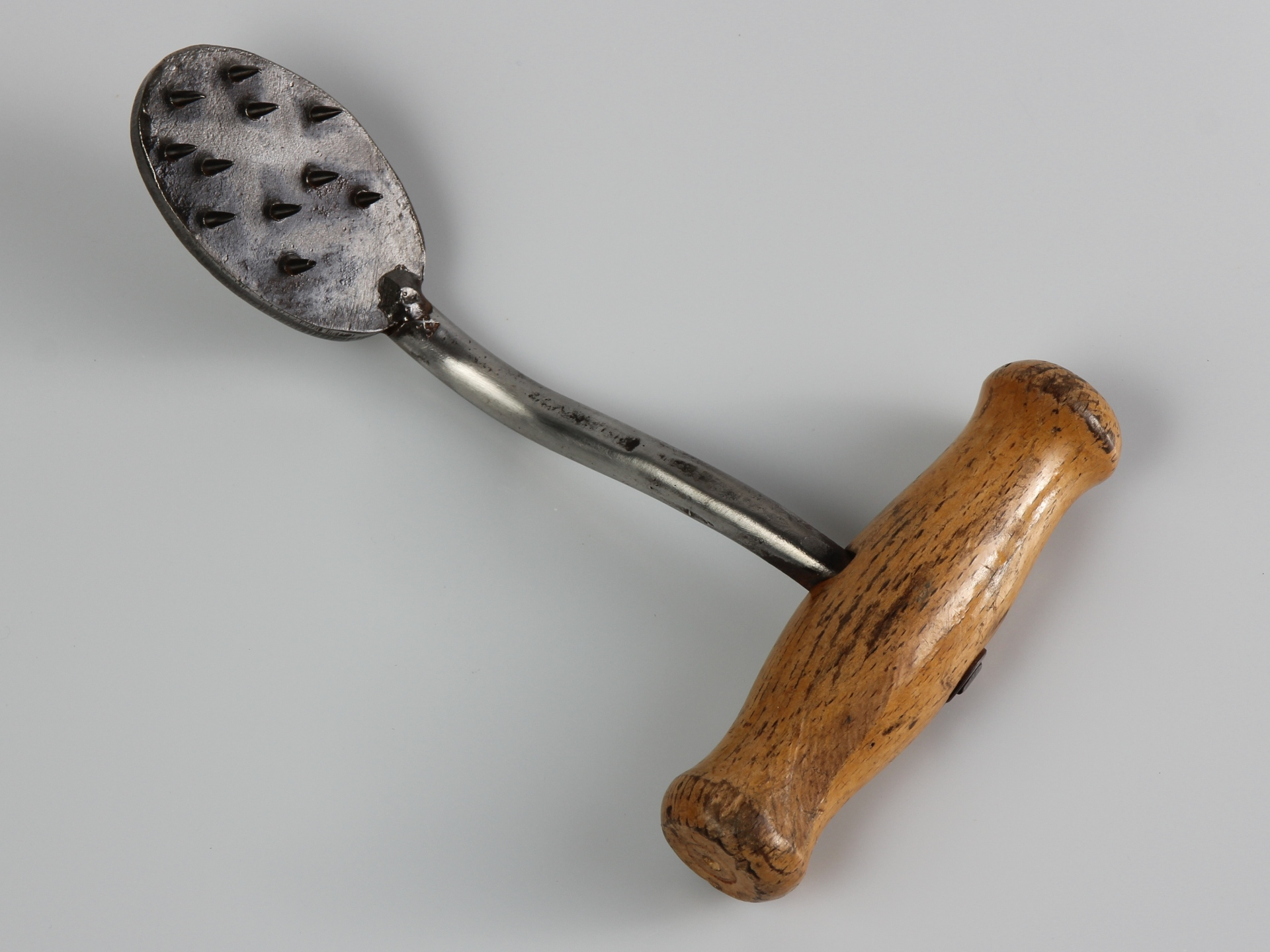
Zuckerklatsche

Eine Zuckerklatsche ist ein Tellerhaken zum Greifen und Tragen von Jutesäcken mit feinkörnigem Inhalt, namentlich Zucker. Säcke wurden im Hafenumschlag vor der Containerisierung als Standardverpackung benutzt. Die Zuckerklatsche hat im Gegensatz zum normalen Handhaken oder zum Griepen viele kleine Dornen statt weniger großer. Dadurch soll vermieden werden, dass sich im Jutegewebe ein Loch bildet, durch das der Inhalt herausrieseln kann. Zuckerklatschen werden stets in beiden Händen – als Paar – eingesetzt; das Bewegen/Greifen des einzelnen Sackes erfolgt mit zwei Schauerleuten, jeweils einer an der Schmalseite des Sackes.

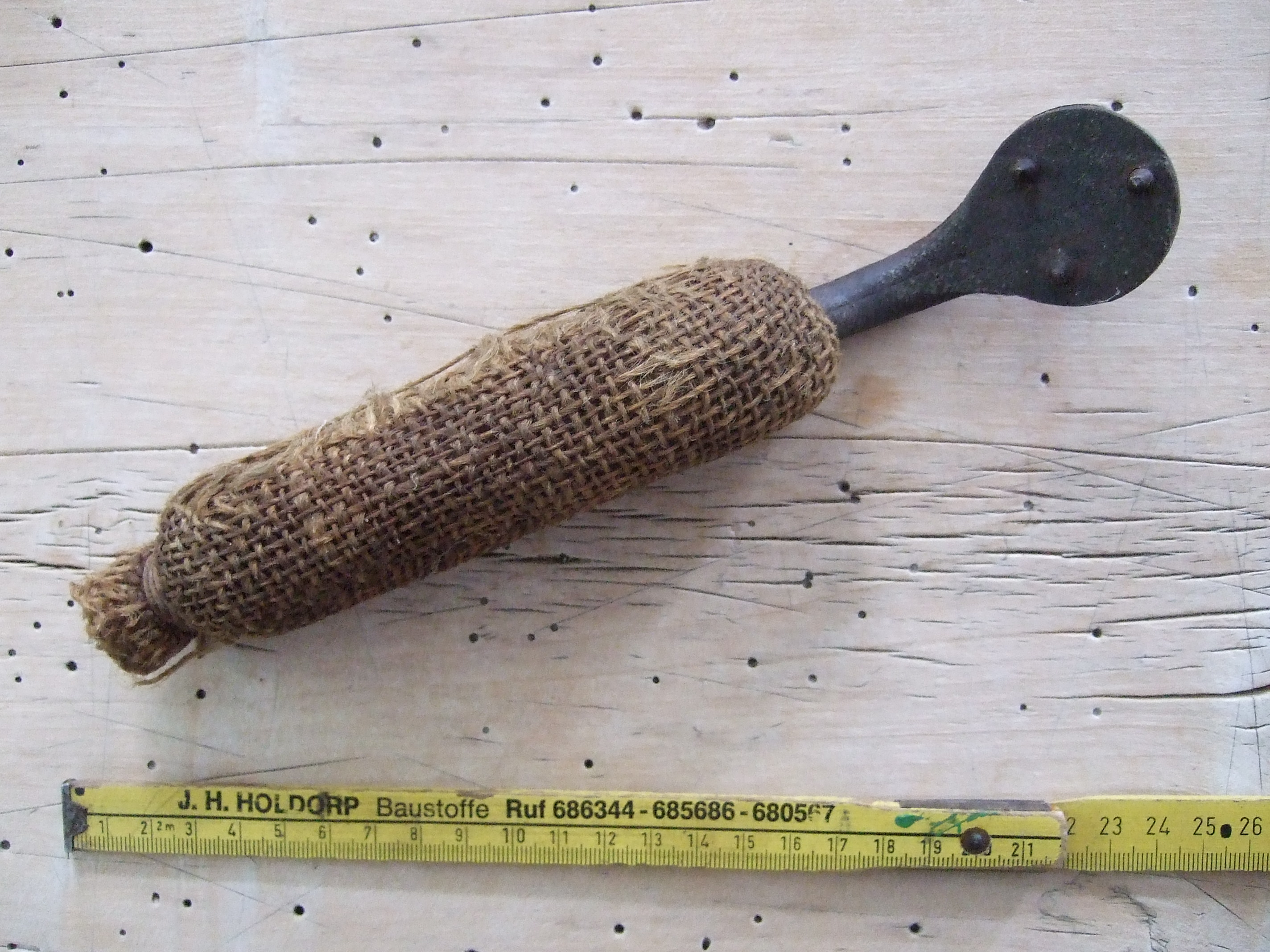
Kleine Zuckerklatsche